# روزينا بالمر
روزينا بالمر (بالإنجليزية: Rosina Palmer)‏ هي مغنية ومغنية أوبرا أسترالية، ولدت في 27 أغسطس 1844، وتوفيت في 16 يونيو 1932.